# Bellingham (Northumberland)
Bellingham [ˈbɛlɪndʒəm] ist eine ländliche Ortschaft mit etwa 1200 Einwohnern in Northumberland an der Grenze zu Schottland.
Bellingham liegt am Rande des Northumberland-Nationalparks am Nordufer des North Tyne River, 18 Meilen nördlich von Hexham, 8 Meilen von dem See Kielder Water und 18 Meilen von der schottischen Grenze.
Zu den Sehenswürdigkeiten zählen das Bellingham Heritage Centre, der Wasserfall Hareshaw Linn und die Kirche St. Cuthbert aus dem 12. Jahrhundert.